# Mihai Eminescu (gmina Gorbănești)
Mihai Eminescu – wieś w Rumunii, w okręgu Botoszany, w gminie Gorbănești. W 2011 roku liczyła 7 mieszkańców.